# Paradoxophyla
Paradoxophyla és un gènere de granotes de la família Microhylidae que es troba a Madagascar.

## Taxonomia
- Paradoxophyla palmata
- Paradoxophyla tiarano